# Emil Breivik
Emil Varhaugvik Breivik (Aukra, 11 giugno 2000) è un calciatore norvegese, centrocampista del Molde.

## Carriera

### Club
Breivik è cresciuto nelle giovanili del Gossen, per poi entrare a far parte di quelle del Molde. Ha fatto parte della squadra che ha vinto il Norgesmesterskapet G19 2017. A partire dalla stagione 2018, Breivik è stato aggregato alla prima squadra del Molde. Ha effettuato il proprio esordio in data 1º maggio 2019, subentrando ad Eirik Ulland Andersen nella vittoria per 0-5 sull'Eide/Omegn, sfida valida per il primo turno del Norgesmesterskapet.
Il 20 agosto 2019, Breivik ha rinnovato il contratto che lo legava al Molde fino al 31 dicembre 2022 ed è stato contestualmente ceduto al Raufoss con la formula del prestito. Ha debuttato con questa nuova maglia il 21 agosto, subentrando a Matias Belli Moldskred nella partita persa per 1-0 contro il Sandefjord. Il 1º settembre successivo è arrivato il primo gol, nella vittoria per 2-1 sul Nest-Sotra.
Il 30 gennaio 2020, il prestito al Raufoss è stato prolungato per un'altra stagione.
Tornato al Molde per la stagione 2021, il 18 marzo è stato schierato titolare nella vittoria per 2-1 sul Granada, sfida valida per gli ottavi di finale di Europa League. Ha invece giocato la prima partita in Eliteserien il 16 maggio, sostituendo Magnus Wolff Eikrem nella vittoria per 4-0 sul Brann.
Il 22 ottobre 2021 ha prolungato ulteriormente il contratto con il Molde, fino al 31 dicembre 2025. Il 21 novembre 2021 ha realizzato la prima rete nella massima divisione locale, nel 4-1 inflitto al Rosenborg.

### Nazionale
Il 16 novembre 2021, Breivik ha esordito per la Norvegia under 21: ha sostituito Sivert Mannsverk nella vittoria per 1-2 contro l'Azerbaigian.
Il 29 agosto 2023 viene convocato per la prima volta in nazionale maggiore.

## Statistiche

### Presenze e reti nei club
Statistiche aggiornate al 28 luglio 2022.
| Stagione       | Club           | Campionato     | Campionato | Campionato | Coppe nazionali | Coppe nazionali | Coppe nazionali | Coppe continentali | Coppe continentali | Coppe continentali | Supercoppe | Supercoppe | Supercoppe | Totale | Totale |
| Stagione       | Club           | Comp           | Pres       | Reti       | Comp            | Pres            | Reti            | Comp               | Pres               | Reti               | Comp       | Pres       | Reti       | Pres   | Reti   |
| -------------- | -------------- | -------------- | ---------- | ---------- | --------------- | --------------- | --------------- | ------------------ | ------------------ | ------------------ | ---------- | ---------- | ---------- | ------ | ------ |
| 2018           | Molde          | ES             | 0          | 0          | CN              | 0               | 0               | UEL                | 0                  | 0                  | -          | -          | -          | 0      | 0      |
| gen.-ago. 2019 | Molde          | ES             | 0          | 0          | CN              | 3               | 0               | UEL                | 0                  | 0                  | -          | -          | -          | 3      | 0      |
| ago.-dic. 2019 | Raufoss        | 1D             | 11         | 1          | CN              | -               | -               | -                  | -                  | -                  | -          | -          | -          | 11     | 1      |
| 2020           | Raufoss        | 1D             | 29+1       | 5+0        | -               | -               | -               | -                  | -                  | -                  | -          | -          | -          | 30     | 5      |
| Totale Raufoss | Totale Raufoss | Totale Raufoss | 40+1       | 6+0        |                 | 0               | 0               |                    | -                  | -                  |            | -          | -          | 41     | 6      |
| 2021           | Molde          | ES             | 20         | 1          | CN              | 5               | 0               | UEL+UEL            | 1+4                | 0                  | -          | -          | -          | 30     | 1      |
| 2022           | Molde          | ES             | 15         | 0          | CN              | 2               | 0               | UEL                | 2                  | 2                  | -          | -          | -          | 19     | 2      |
| Totale Molde   | Totale Molde   | Totale Molde   | 35         | 1          |                 | 10              | 0               |                    | 7                  | 2                  |            | -          | -          | 52     | 3      |
| Totale         | Totale         | Totale         | 75+1       | 7+0        |                 | 10              | 0               |                    | 7                  | 2                  |            | -          | -          | 93     | 9      |

## Palmarès

### Club

#### Competizioni giovanili
- Norgesmesterskapet G19: 1

Molde: 2017

#### Competizioni nazionali
- Campionato norvegese: 1

Molde: 2022
- Coppa di Norvegia: 2

Molde: 2021-2022, 2023